# Arrest Ferrara Jung
Het cassatiearrest Ferrara Jung van 28 september 2006 (ook: het Ferrara Jung-arrest) was in België een mijlpaalarrest inzake overheidsaansprakelijkheid. 

## Casus
In 1987 startte Maria Laetizia Ferrara Jung een proces over medische aansprakelijkheid voor de rechtbank van eerste aanleg te Brussel. Het vonnis werd pas jaren later, op 17 november 1995 geveld, waarbij Ferrara Jung gelijk kreeg. De tegenpartij, de chirurg, ging in beroep. Het Hof van Beroep te Brussel meldde op 9 oktober 1997 aan de partijen dat hun zaak op de wachtlijst staat waardoor er geen pleitdatum mocht worden verwacht vóór juni 2004, 7 jaar later. Ferrara Jung wilde niet zo lang wachten, en dagvaardde op 27 maart 2001 de Belgische staat met als doel een vergoeding te bekomen voor de schade geleden door de abnormaal lange duur van de procedure. Op 6 november 2001 werd zij in het gelijk gesteld en de Belgische staat werd veroordeeld tot de betaling van 1 frank provisionele schadevergoeding. In hoger beroep werd de Belgische staat weerom veroordeeld op 4 juli 2002 tot betaling van 1 euro ten provisionele titel. 
De Belgische staat ging in cassatie. Het argument was het volgende: de fout van de wetgever kan alleen bestaan uit de schending van rechtsregels die overheid zelf moet naleven (de grondwet, internationale verdragen, het EU-recht e.d.), waardoor er slechts sprake kan zijn van een fout wanneer hij wetten uitvaardigt of behoudt, of een juridisch vacuüm in stand houdt in strijd met de hogere normen die hij moet naleven. De rechter mag geen oordeel vellen over de efficiëntie van de door de wetgever uitgevaardigde normen en evenmin de maatregelen bepalen die de overheid had moeten nemen om een bepaalde toestand te verhelpen: de rechter mag geen opportuniteitsoordeel vormen over het werk van de wetgever. Enkel de politieke verantwoordelijkheid van de wetgever jegens de natie waakt hierover.
Het Hof van Cassatie wees deze argumenten af. Het Hof oordeelde dat een rechter die heeft kennisgenomen van een vordering tot herstel van schade veroorzaakt door een foutieve aantasting van een recht dat is vastgelegd door een hogere norm die de staat een verplichting oplegt, bevoegd is na te gaan of de wetgevende macht op een passende of toereikende wijze zijn wetgevende opdracht heeft uitgevoerd zodat de Staat de verplichting kan nakomen, zelfs indien de norm die ze oplegt de wetgever de macht verleent om te beoordelen welke middelen aangewend moeten worden om de naleving ervan te verzekeren. In casu ging het om art. 6, §1 EVRM.

## Gevolgen
Voor het eerst werd bevestigd dat een particulier de Staat aansprakelijk kan stellen om diens gebrekkig optreden aan te kaarten. In casu ging het om te zorgen voor wetgeving die de achterstand van het gerechtelijk apparaat in Brussel verlichtte. 